# Matelea schunkei
Matelea schunkei är en oleanderväxtart som beskrevs av G. Morillo. Matelea schunkei ingår i släktet Matelea och familjen oleanderväxter. Inga underarter finns listade i Catalogue of Life.